# Primera División de Arabia Saudita 2006-07
La Primera División de Arabia Saudita es el máximo nivel futbolístico de Arabia Saudita.
Al-Hilal es el actual campeón defendiendo su 10 título.

## Calificación y Fichajes más caros
Los mejores 3 of the liga y el campeón de la Copa de Campeones de Arabia Saudita califica a la AFC Copa de Campeones de Asia.
Los mejores seis califican a la Copa de Campeones de Arabia Saudita.
Fichajes más caros:
- First Place: 2.5 million Saudi riyals
- Second Place: 1.5 million Saudi riyals
- Third Place: 1 million Saudi riyals

## Estadios
| Club        | Localización | Estadio                                        |
| ----------- | ------------ | ---------------------------------------------- |
| Al-Ahli     | Jeddah       | Prince Abdullah Al-Faisal Stadium              |
| Al-Faisaly  | Harmah       | Prince Salman Bin Abdulaziz Sport City Stadium |
| Al Hazm     | Ar Rass      | Al Hazm Club Stadium                           |
| Al-Hilal    | Riad         | King Fahd Stadium                              |
| Al-Ettifaq  | Dammam       | Prince Mohamed bin Fahd Stadium                |
| Al-Ittihad  | Jeddah       | Prince Abdullah Al-Faisal Stadium              |
| Al-Khaleej  | Saihat       | Prince Mohamed bin Fahd Stadium                |
| Al-Nasr     | Riad         | King Fahd Stadium                              |
| Al-Qadisiya | Al Khubar    | Prince Saud bin Jalawi Stadium                 |
| Al-Shabab   | Riad         | King Fahd Stadium                              |
| Al-Ta'ee    | Haíl         | Prince Abdul Aziz bin Musa'ed Stadium          |
| Al-Wahda    | Mecca        | King Abdul Aziz Stadium                        |

## Tabla General
|    | Team           | PJ | G  | E | P  | GF | GC | DG  | PTS |
| -- | -------------- | -- | -- | - | -- | -- | -- | --- | --- |
| 1  | Al-Hilal       | 22 | 17 | 2 | 3  | 38 | 15 | +23 | 53  |
| 2  | Al-Ittihad (C) | 22 | 15 | 3 | 4  | 52 | 25 | +27 | 48  |
| 3  | Al-Wahda       | 22 | 14 | 5 | 3  | 41 | 25 | +16 | 47  |
| 4  | Al-Shabab      | 22 | 14 | 2 | 6  | 45 | 27 | +18 | 44  |
| 5  | Al-Ahli        | 22 | 7  | 8 | 7  | 29 | 33 | −4  | 29  |
| 6  | Al-Ettifaq     | 22 | 6  | 7 | 9  | 34 | 34 | 0   | 25  |
| 7  | Al-Taee Club   | 22 | 6  | 5 | 11 | 32 | 37 | −5  | 23  |
| 8  | Al-Hazm        | 22 | 6  | 3 | 13 | 28 | 38 | −10 | 21  |
| 9  | Al-Nasr        | 22 | 5  | 6 | 11 | 24 | 37 | −13 | 21  |
| 10 | Al-Qadisiya    | 22 | 5  | 5 | 12 | 22 | 36 | −14 | 20  |
| 11 | Al-Faisaly     | 22 | 4  | 6 | 12 | 23 | 42 | −19 | 18  |
| 12 | Al-Khaleej     | 22 | 4  | 6 | 12 | 21 | 40 | −19 | 18  |

### Final

#### Al-Hilal v Al-Ittihad
| 1 de junio de 2007 | Al-Hilal      | 1:2 | Al-Ittihad                            | Estadio King Fahd, Riad        |                                |
|                    | Al-Ghamdi 25' | [http://www.the-afc.com/en/acl2012-schedule-results?fixtureid=6112&stageid=232&tMode=H&view=ajax&show=matchsummary (enlace roto disponible en Internet Archive; véase el historial, la primera versión y la última). Reporte] | Al-Muwallad 75' · Al-Montashari 90+4' | Asistencia: 56000 espectadores | Asistencia: 56000 espectadores |

## Goleadores
Source: 
13 goals
- Godwin Attram (Al-Shabab)

12 goals
- Alhassane Keita (Al-Ittihad)

11 goals
- Nasser Al-Shamrani (Al-Shabab)

10 goals
- Yasser Al-Qahtani (Al-Hilal)
- Yousef Al Salem (Ettifaq FC)

9 goals
- Saleh Bashir (Ettifaq FC)
- Essa Al-Mehyani (Al Wehda)

8 goles
- Salaheddine Aqqal
- Malik Moad
- Jared Borgetti